# Enangana
Enangana est un village du Cameroun situé dans la région du Centre et le département du Mbam-et-Kim. Il fait partie de la commune de Mbangassina. 

## Population
En 1964, Enangana comptait 535 habitants, principalement des Tsinga. Lors du recensement de 2005, la localité comptait 2 154 habitants.